# Love Letters (brano musicale)
Love Letters è una canzone, composta da Edward Heyman e Victor Young nel 1945 ed eseguita la prima volta nell'omonimo film di William Dieterle, in versione strumentale, ottenendo la nomination all'Oscar alla migliore canzone nel 1945.
La prima edizione con il testo fu quella di Ketty Lester, che per la prima volta la incise nel 1945 e successivamente nel 1962, ottenendo un buon successo.

## Versioni di Elvis Presley
Elvis Presley incise la propria versione di Love Letters il 26 maggio 1966. L'8 giugno la RCA pubblicò il singolo Love Letters/Come What May featuring The Jordanaires. Love Letters raggiunse la posizione numero 19 nella classifica Billboard Hot 100 il 22 luglio 1966. Il singolo restò in classifica per 7 settimane. Elvis Presley ri-registrò la canzone nel 1970 e questa nuova versione fu inclusa nell'album Love Letters from Elvis pubblicato nel 1971.

## Versione in italiano del 1968
Nel 1968 il gruppo musicale britannico The Renegades realizzarono una versione in 45 giri (Lettere d'amore/Vino e campagna), con testi in italiano del paroliere Devilli, il brano fu successivamente incluso nell'LP con il titolo omonimo.